# Jan Daniec
Jan Daniec (* 26. Juni 1968 in Kłodzko; † 24. Dezember 2007 in den USA) war ein polnischer Fußballspieler. Von Pogoń Stettin kommend spielte er zwischen 1993 und 1995 beim seinerzeitigen Drittligisten 1. FC Magdeburg.

## Karriere
Jan Daniec begann mit dem Fußballspielen bei KS Trojan Lądek-Zdrój, ehe seine erste Station im Männerbereich Energetyk Gryfino war. Nach nur einem Jahr wechselte er zu Pogoń Stettin, konnte sich hier aber nicht durchsetzen. Daraufhin wurde er zu Zagłębie Lubin ausgeliehen. Zurück in Stettin gehörte er über vier Jahre zum Kader von Pogon, er kam allerdings nur auf 14 Einsätze, in denen er drei Treffer erzielte. Daraufhin wurde er erneut ausgeliehen, dieses Mal zu Dąb Dębno Lubuskie. 1993 wechselte Jan Daniec nach Deutschland zum Drittligisten 1. FC Magdeburg. In zwei Jahren in Magdeburg war er Stammspieler und konnte in 51 Ligaspielen 15 Treffer erzielen. Nach seiner Zeit in Magdeburg ließ Daniec seine Karriere bei den unterklassigen Vereinen FSV Optik Rathenow, SV 09 Staßfurt und dem SV Altlüdersdorf ausklingen.
Nach dem Karriereende wanderte Jan Daniec in die USA aus, wo er nach kurzer schwerer Krankheit an Heiligabend 2007 verstarb.